# Protonefrídeo

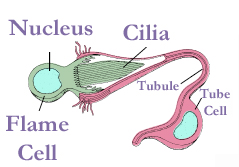
Sistema excretor de platelmintos.

Os protonefrídeos são os órgãos excretores mais simples dos animais. São tubos ligados a células especializadas denominadas células flama, e abrem para o exterior através de um poro.
Encontram-se estes órgãos em representantes dos filos Platyhelmintha, Gastrotricha, Rotifera e Nematoda.
São encontrados na maioria dos animais acelomados, como platelmintos, asquelmintos, rotíferos, nemertíneos, alguns poliquetas primitivos. São constituidos de células bulbares com um cílio ( solenócitos) ou vários ( células - flama ). Estas unidades funcionam atraves do movimentos de cílios que provocam uma diferença de pressão em função da qual ocorre a ultrafiltração de substâncias, que são excretadas através do poro nefridial presente na superficie corporea.